# Hyptiotes gertschi
Hyptiotes gertschi là một loài nhện trong họ Uloboridae.
Loài này thuộc chi Hyptiotes. Hyptiotes gertschi được Ralph Vary Chamberlin & Wilton Ivie miêu tả năm 1935.